# Electronic Data Systems
EDS, acrônimo de Electronic Data Systems, foi uma multinacional norte-americana sediada em Plano, Texas criadora do conceito de outsourcing.

## História
Fundada em 27 de junho 1962 por Ross Perot com um investimento inicial de um mil dólares como Electronic Data Systems Corporation, a EDS é provedora de soluções para os clientes que buscam extrair retorno de seus investimentos em TI, sendo mundialmente conhecida como a maior companhia de serviços em outsourcing. A EDS possui experiência na entrega de serviços, padrão mundial de infra-estrutura técnica e o expertise de seus funcionários. Atendem empresas multinacionais e governamentais em 60 países.
Mais de 44 anos com um investimento inicial de um mil dólares, hoje passa de 20 bilhões de dólares de faturamento anual.
Iniciou suas atividades alugando um mainframe IBM 7070 da companhia de seguros Southwestern Life. Dois meses depois a EDS consegue seu primeiro cliente: a Collins Radio de Cedar Rapids, Iowa. A empresa enviava fitas e dados para serem processados pela EDS em Dallas. Betty Taylor e Tom Marquez, os primeiros funcionários da EDS trabalharam nessa conta.
Em 1984 foi adquirida pela General Motors mas voltou a ser uma empresa independente em 1996.
A EDS foi adquirida pela Hewlett-Packard Development Company em 2008 por 13,9 bilhões de dólares. Em 2009 mudou oficialmente de nome para HP Enterprise Services, e em 2010 deixou de existir legalmente. Entretanto o domínio www.eds.com ainda aponta como ativo para HP Enterprise services.

## EDS no Brasil
A EDS operava em diversas cidades brasileiras, inicialmente em São Caetano do Sul (dentro das instalações da General Motors), posteriormente transferida para o SMC construído na Cidade de São Bernardo do Campo (atual sede principal no Brasil), São Paulo, ABC Paulista, Araraquara, Rio de Janeiro, Florianopolis e Vitória.
Todas as operações passaram para a HP.